# Castelnau-Pégayrols
 Castelnau-Pégayrols  là một xã ở tỉnh Aveyron, thuộc vùng Occitanie ở miền nam nước Pháp.